# Великокаркалинська сільська рада
Великокаркали́нська сільська рада (рос. Большекаркалинский сельский совет) — муніципальне утворення у складі Міякинського району Башкортостану, Росія. Адміністративний центр — село Великі Каркали.

## Населення
Населення — 1065 осіб (2019, 1351 в 2010, 1601 в 2002).

## Склад
До складу поселення входять такі населені пункти:
| Населений пункт        | Населення, осіб (2002) | Населення, осіб (2010) |
| ---------------------- | ---------------------- | ---------------------- |
| Великі Каркали, село   | 577                    | 488                    |
| Верхоценко, присілок   | 2                      | 1                      |
| Дубровка, присілок     | 82                     | 83                     |
| Зідіган, присілок      | 68                     | 54                     |
| Камишли, присілок      | 65                     | 43                     |
| Малі Каркали, село     | 268                    | 196                    |
| Смородиновка, присілок | 45                     | 45                     |
| Уязибашево, село       | 471                    | 423                    |
| Яшляр, присілок        | 22                     | 18                     |